# Agência (sociologia)
Na sociologia, agência refere-se à capacidade de indivíduos em agirem independentemente e fazerem suas próprias escolhas livremente. Em contraste, estrutura são aqueles fatores de influência (tais como classe social, religião, gênero, etnia, costumes, etc) que determinam ou limitam um agente e suas decisões. A diferença relativa entre as influências de estrutura e agência é debatida - ainda não é claro até que ponto as ações de uma pessoa são limitadas pelos sistemas sociais.
A agência de uma pessoa é a sua capacidade ou habilidade de agir de acordo com sua vontade. Essa habilidade é afetada pela estrutura cognitiva de crenças que uma pessoa formou ao longo de sua experiência de vida, e as percepções sustentadas pela sociedade e pelo indivíduo, das estruturas e circunstâncias do ambiente onde alguém está e a posição onde este indivíduo nasce. Discordâncias sobre a extensão da agência das pessoas frequentemente causa conflito entre as partes, como, por exemplo, entre responsáveis e suas crianças.

## Sentimentos de agência
Pensadores acabaram de começar a explorar empiricamente os fatores que fazem com que uma pessoa se sinta como se estivesse no controle - particularmente no controle de suas ações físicas. O psicólogo social Daniel Wegner discute como uma "ilusão de controle" pode fazer com que as pessoas tomem pra si crédito sobre acontecimentos que elas não causaram. Estes falsos julgamentos de agência ocorrem especialmente em momentos de estresse, ou quando os resultados do acontecimento eram como o indivíduo desejava (conceitualizado similarmente como viés da autoconveniência). Janet Metcalfe e colegas identificaram outras heurísticas possíveis, ou regras comuns, que as pessoas utilizam para fazerem julgamentos de agência. Eles incluem um "modelo de avanço", onde a mente compara dois sinais para julgar a agência: o retorno de um movimento, mas também de uma "cópia aferente" - uma previsão mental de como deve ser a sensação produzida pelo retorno daquele movimento. O processamento de cima para baixo (entendendo uma situação, e outras possíveis explicações) também pode influenciar julgamentos de agência. Ademais, a relação de importânica entre uma heurística sobre a outra parece se modificar com a idade.
De uma perspectiva evolucionista, a ilusão de agência seria benéfica ao permitir certos animais a preverem as ações de outros. Se um indivíduo se considera um agente consciente, então a qualidade da agência seria naturalmente pressentida para os outros. Já que é possível deduzir as intenções de outros indivíduos, a presunção da agência permite que um indivíduo extrapole daquelas intenções que ações alguém provavelmente tomará.